# Дворядовик нахилений
Дворядовик нахилений (Distichium capillaceum) — вид мохів порядку Distichiales.

## Поширення
Батьківщиною є Європа, Марокко, Північна Америка, Азія.
Це кальцифільний вид піщаних ґрунтів, вапняних порід і уступів.

## Характеристика
Стебла до ≈ 3 см, здебільшого коротші. Вид автоітичний (чоловічі та жіночі органи на одній рослині, але на окремих гілках). Коробочкові ніжки до ≈ 2 см, прямі чи дещо вигнуті, гладкі, червоні чи червонувато-коричневі, іноді жовтувато-коричневі. Коробочки коричневі, 1–1.5 мм, нахилені, яйцеподібні, при висиханні ± зморшкуваті. Спори щільно і дрібно-сосочкові, зрідка шорсткі, 30–45(48) мкм. Коробочок дозрівання: літо й осінь.